# Cantone di Saint-Rémy-sur-Durolle
Il Cantone di Saint-Rémy-sur-Durolle era una divisione amministrativa dell'arrondissement di Thiers.
È stato soppresso a seguito della riforma complessiva dei cantoni del 2014, che è entrata in vigore con le elezioni dipartimentali del 2015.
Comprendeva i comuni di
- Arconsat
- Celles-sur-Durolle
- Chabreloche
- La Monnerie-le-Montel
- Palladuc
- Saint-Rémy-sur-Durolle
- Saint-Victor-Montvianeix
- Viscomtat